# Каратал (Туркестанская область)
Каратал (каз. Қаратал) — село в Келесском районе Туркестанской области Казахстана. Входит в состав Ошактинского сельского округа. Код КАТО — 515477580.

## Население
В 1999 году население села составляло 311 человек (158 мужчин и 153 женщины). По данным переписи 2009 года, в селе проживали 293 человека (153 мужчины и 140 женщин).